# Gyronotus carinatus
Gyronotus carinatus är en skalbaggsart som beskrevs av Felsche 1911. Gyronotus carinatus ingår i släktet Gyronotus och familjen bladhorningar. Inga underarter finns listade i Catalogue of Life.